# Microchaetina mexicana
Microchaetina mexicana là một loài ruồi trong họ Tachinidae.